# Benvenuto Cellini (Berlioz)
|  | Aquest article tracta sobre l'òpera de Berlioz. Si cerqueu l'artista italià, vegeu «Benvenuto Cellini». |

Benvenuto Cellini és una òpera en dos actes d'Hector Berlioz, amb llibret de Léon de Wailly i Auguste Barbier, basat en les memòries de l'artista Benvenuto Cellini. S'estrenà a l'Opéra de Paris el 10 de setembre de 1838. A Catalunya es va estrenar al Liceu de Barcelona el 15 de gener de 1977.

## Representacions
El llibret original (ara perdut), el qual sembla haver estat en el format d'una òpera còmica, va ser rebutjada per l'empresa parisenca de l'Opéra-Comique. A continuació, la història es va refer en un format d'òpera semiseria, sense diàleg parlat, i es va oferir a l'Òpera de París. Aquest va ser acceptat el 1835 pel nou director de l'Òpera, Henri Duponchel. Berlioz va començar la composició a partir de 1836, i va ser estrenada a l'Òpera el 10 de setembre de 1838, dirigida per François Habeneck, i amb Gilbert Duprez en el paper protagonista. En la seva estrena, el públic, molest per la nova òpera radical, es va escandalitzar, i els músics van qualificar l'obra com a impossible de tocar.
El 1851, Franz Liszt es va oferir a reviure l'òpera en una nova producció (i versió) a Weimar, i va suggerir canvis en la partitura de Berlioz. Aquesta versió va ser realitzada a Weimar el 1852, on el paper principal va ser interpretat per Karl Beck, el mateix tenor que havia creat Lohengrin de Wagner el 1850, també sota la direcció de Liszt, amb els poders vocals del tenor que continuaven a exhibir la mateixa decadència com es desprenia dos anys abans.
Es va realitzar a Londres el 1853, amb una pobra recepció. Les últimes actuacions de l'òpera en vida de Berlioz foren a Weimar el 1856, aquesta vegada sense Karl Beck, que ja s'havia retirat del cant.